# Утаяване
Утаяване е процесът, чрез който частици се отлагат по дъното на течен обем и формират утайка (седимент). Частици под въздействие на сили, било то гравитационни, било то центробежни имат склонността равномерно и еднообразно да следват направлението (вектора) на резултантната сила. За гравитационно утаяване, следвайки силата на земното притегляне, частиците ще се отложат по дъното на съответния съд, в който е обемът течност и ще образуват утайка.
Утаяването е важен технологичен ефект и процес с много приложения. Използва се в рудно-обогатителната промишленост, във водопречиствателни съоръжения, в биотехнологиите и другаде.

## Физика

### Описание
Ако се анализира процеса на утаяване на частици, които се разглеждат поотделно, например в силно разредени разтвори, две основни сили упражняват въздействие върху частиците: основно е (1) приложената сила, като в случая на картинката вдясно това е гравитацията и после това е (2) силата на челно съпротивление, дължаща се на движението на частицата през течността (флуида). Приложената сила обикновено не е повлияна от скоростта на частицата, докато силата на челно съпротивление е функция на скоростта на частицата.
Ако няма сила на челно съпротивление, ускорението на частицата ще се дължи единствено на приложената сила. Когато частицата се ускорява, челното съпротивление действа закъснително, т.е. в посока обратна на приложената сила. При отсъствие на други сили, челното съпротивление действа по тангентата на вектора на приложената сила и в обратна на нея посока. С увеличаване на скоростта на частицата, силата на челно съпротивление ще се увеличава и съответно приложената сила и съпротивлението взаимно ще се ограничат в един момент, като по този начин ускорението на частицата тогава ще стане нулево, а скоростта ще е равна на „утайната скорост“, също позната като „скорост на падане“ или „терминална скорост“ на частицата.
Терминалната скорост на частицата се влияе от много фактори, а именно всевъзможни параметри, които биха увеличили челно съпротивление. Терминалната скорост на частицата най-вече се влияе от големината и формата на частицата, от гладкостта на повърхността ѝ, от кръглостта/сферичността ѝ и от плътността на повърхностния ѝ пласт; така също се влияе и от плътността и вискозитета на течността.

### Закон на Стокс
За разредени суспензии, законът на Стокс предсказва утайната скорост на малки сферични частици във флуид – вода или въздух. Законът на Стокс намира много практически приложения в естествените науки и се изразява във вида:
{\displaystyle w={\frac {2(\rho _{p}-\rho _{f})gr^{2}}{9\mu }}}
където w е утайната скорост, ρ е плътността на флуида (индексите p и f се отнасят до частицата и флуида съответно), g е гравитационното ускорение, r е радиусът на частицата и μ е динамичният вискозитет на флуида.
Законът на Стокс е приложим, когато числото на Рейнолдс, Re, на частицата е по-малко от 0,1. Експериментално законът на Стокс е валиден в рамките на 1% за {\displaystyle Re\leq 1}, в рамките на 3% за {\displaystyle Re\leq 0,5} и 9% {\displaystyle Re\leq 1}. С увеличаване на числото на Рейнолдс законът престава да е валиден, поради инерцията на флуида, изискваща използване на емпирични методи, за да се определи челното съпротивление.

### Нютоново челно съпротивление
За определяне коефициента на челното съпротивление, {\displaystyle C_{d}}, като отношение на силата, действаща върху частицата и налягането на флуида върху частицата, се определя коефициент за отдаване на съпротивлението на флуида към челното съпротивление.
{\displaystyle C_{d}={\frac {A}{{\frac {1}{2}}\rho _{f}U^{2}}}}
По закона на Стокс за сферична частица стойността на този коефициент не е константна, но в режим на Нютоново челно съпротивление {\displaystyle 1000\leq Re_{p}\leq 2\times 10^{5}} челното съпротивление върху сфера може да се определи приблизително на 0,44. Тази константа подсказва, че ефикасността на пренос на енергия от флуида към частицата не зависи от скоростта на частицата, показвайки, че вискозитетът на течността има занижена роля в упражнението на челно съпротивление.
Следователно терминалната (утаечната) скорост на частицата в Нютонов режим може да се определи, като приложената сила се изравни на силата на челно съпротивление, водейки до следното уравнение:
{\displaystyle w=1,75\left({\frac {(\rho _{p}-\rho _{f})gr}{\rho _{f}}}\right)^{-{\frac {1}{2}}}}

### Преходно челно съпротивление
В междинните области, между режимите на Стоук и Нютон съществува преходен режим, където аналитичното решение на задачата с падането на частицата става проблематично. За да се разреши този проблем, се използват отново емпирични методи за определяне на челното съпротивление.

### Реално утаяване
Законът на Стокс, Нютоновите уравнения и преходния режим описват поведението на сферичната частица в безкраен флуид, обаче този подход има своите ограничения в практическото приложение. Типичните приложения на утаяване са в полидисперсни разпределения на несферични, разнородни и с различна плътност частици, където частиците са размесени във флуида и бързо влизат в контакт при утаяването си на дъното на съда.
По тези причини показаните по-горе формули могат да се използват само полуаналитично. Емпирични решения са необходими за смисленото изчисляване на скоростта на утаяване за всеки частен случай.

### Скорост на утаяване като функция на Ar
Скоростта на утаяване на сферична частица може да се изрази приблизително и чрез критерия на Архимед, с помощта на следното критерийно уравнение:
{\displaystyle \mathrm {Re} \,={\frac {Ar}{18}}} (важи за Ar < 9, ламинарен поток)
Тук Re е критерият на Рейнолдс, дефиниран със скоростта на утаяване.